# Drittes Akbar-nāma

Humāyūn stellt sein Können unter Beweis. Feier zum Fastenbrechen im November 1555.

Das Dritte Akbar-nāma war eine illustrierte Handschrift des Akbar-nāma, die um 1595 am Hof des Mogulherrschers Akbar in Lahore entstanden ist. Darin wird das Leben der ersten drei Mogulherrscher Bābur, Humāyūn und Akbar illustriert. Das Manuskript selbst ist verlorengegangen, es existieren nur noch einige losgelöste Illustrationen, von denen eine erstmals 1947 bei einer Ausstellung in London zu sehen war. Dass diese Seite zu einer bis dahin unbekannten Kopie des Akbar-nāma gehörte, vermutete man jedoch erst seit 1991, als weitere Blätter daraus im Kunsthandel auftauchten. Besonderes Kennzeichen der Handschrift ist der auf manchen Bildern erhaltene Text in Nasʾchī-Schrift, der sich deutlich vom Nastaʿlīq der beiden anderen illustrierten Akbar-nāmas unterscheidet. Weil das Manuskript nach dem Victoria-and-Albert-Akbar-nāma und dem Chester-Beatty Akbar-nāma entdeckt wurde, ist es unter dem Namen Drittes Akbar-nāma bekannt.
Die Illustrationen sind mit durchschnittlich 32 × 19 cm etwas schmaler als die des Ersten Akbar-nāma, lassen sich stilistisch aber kaum von diesen unterscheiden. Nach Einschätzung von Losty waren sie schon Teil eines Albums, bevor sie im Laufe des 18. Jahrhunderts in ein anderes Sammelbuch geklebt wurden. Ihre jetzigen, rötlich-braunen Rahmen stammen aus dieser Zeit. Viele Bilder tragen am Rand Vermerke zu den Malern, die offenbar von den Originalseiten übertragen wurden. Außerdem findet sich dort zumeist auch eine kurze Zusammenfassung des Bildinhalts.

## Ein Buch für Akbars Mutter?

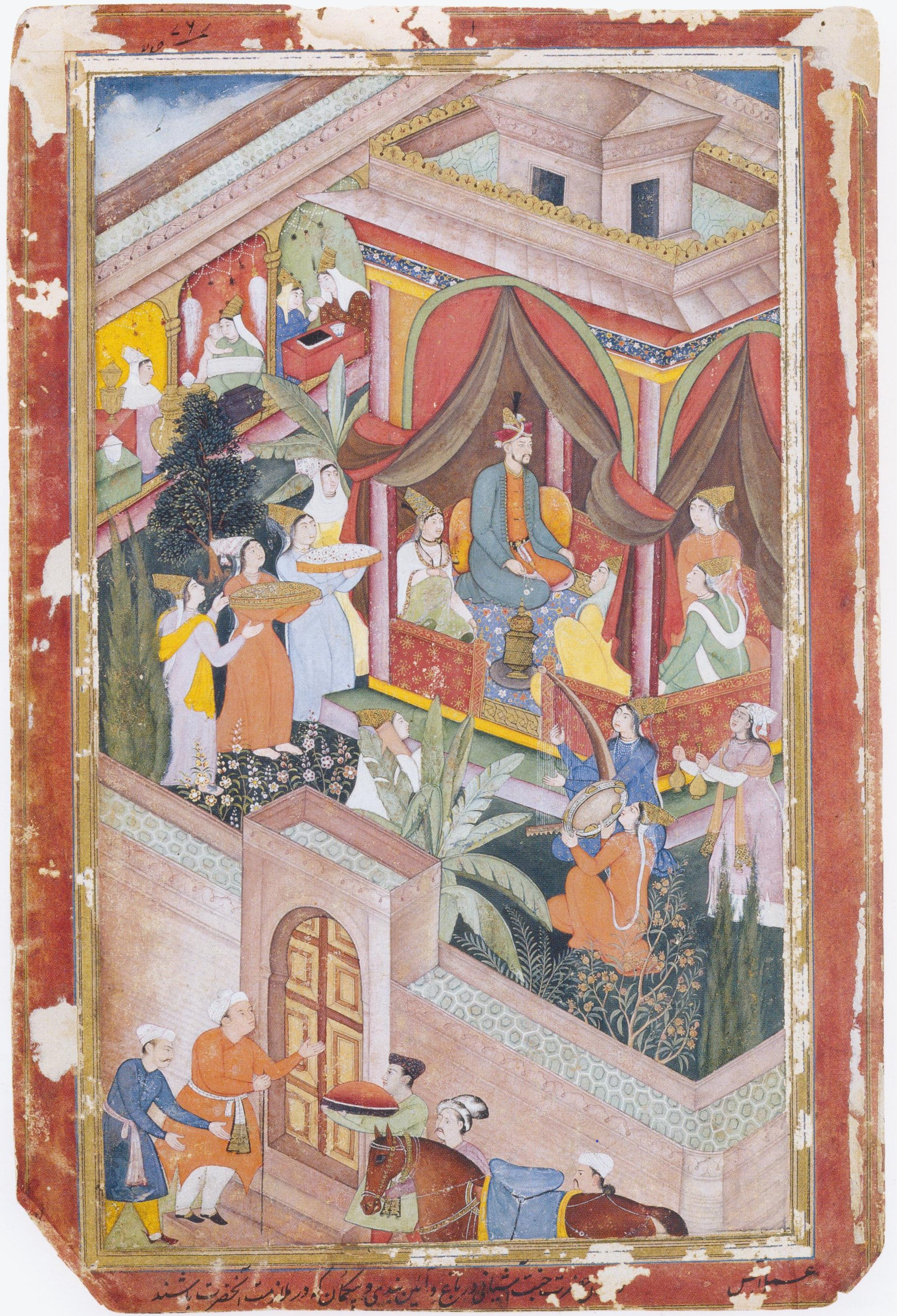
Hochzeit von Hamīda und Humāyūn im August 1541.

Die Anfertigung von mehreren illustrierten Kopien desselben Textes lässt darauf schließen, dass diese Bücher nicht nur für die kaiserliche Bibliothek gedacht waren. Von Dschahāngīr wissen wir, dass er seine eigenen Memoiren in mehreren Ausführungen hat anfertigen lassen, um sie seinen Söhnen und anderen wichtigen Persönlichkeiten zu schenken. Milo Beach nimmt an, dass auch die diversen, von Akbar in Auftrag gegebenen Kopien des Bābur-nāma an Familienmitglieder oder führende Adlige verteilt werden sollten. Hinsichtlich des Dritten Akbar-nāma hat Linda Leach die These vertreten, dass diese Handschrift für Akbars Mutter Hamīda Bānū Begam angefertigt worden ist. Für diese Annahme nennt sie zwei Gründe: Erstens, die Verwendung des Nas'chī, von dem sie glaubt, dass Hamīda eine besondere Vorliebe dafür hatte. Das schließt sie daraus, dass eines ihrer Bücher, das kurz vor ihrem Tod speziell für sie kopiert worden sein dürfte, in dieser Schrift abgefasst ist. Als zweiten Grund führt Leach an, dass es eine Anzahl von Szenen gibt, bei denen Frauen im Mittelpunkt stehen und diese „mit ungewöhnlicher Lebendigkeit und Vertrautheit dargestellt“ seien. Hierzu gehöre insbesondere die Illustration der Hochzeitsfeier von Humāyūn und Hamīda, deren Porträts bemerkenswerte Sorgfalt erkennen ließen und diesem Ereignis eine herausgehobene Bedeutung innerhalb der Handschrift verliehen hätten.
John Seyller hält die Annahme, dass das Dritte Akbar-nāma für Akbars Mutter gemacht wurde, für unhaltbar. Er weist darauf hin, dass diese Zuordnung sich nahezu ausschließlich auf ein hypothetisches Herausragen von Frauen in den noch erhaltenen Illustrationen stützt sowie auf die unbewiesene Annahme, dass ein weiblicher Auftraggeber automatisch speziell interessiert an solchen Szenen ist. Überdies liegt kein Beleg dafür vor, dass Hamīda, wie von Leach behauptet, eine Vorliebe für die Nas'chī-Schrift gehabt hat. Es gibt lediglich ein Werk in dieser Schriftart, das ihr Siegel trägt, und auf Papier kopiert wurde, das aus ihrem Besitz stammte. Dass Hamīda dieses Werk tatsächlich in Auftrag gegeben hat und genau dieses Schrift angefordert hat, lässt sich daraus nicht unmittelbar ableiten. Von den heute noch bekannten insgesamt dreizehn Büchern in Hamīdas Besitz wurden zwei von ihren eigenen Künstlern angefertigt. Sie sind in Nastaʿlīq geschrieben.

## Die Maler
Die Bilder wurden, wie bei den meisten Handschriften mit über hundert Illustrationen, von einem Team aus Malern erstellt. Dabei war einer für die Komposition (ṭarḥ), einer für die farbliche Ausgestaltung (ʿamal) und eventuell ein weiterer für die Porträts (čihra) zuständig. Anders als bei Hamīdas Ramāyana waren hier ausschließlich Maler aus Akbars Atelier am Werk, die auch aus anderen Projekten bekannt sind: Basāwan, Laʿl, Dhanū, Banwārī, Jagjīvan, Miskīn, Laʿl, Dhanrāj, Narsingh, und andere.

## Die einzelnen Illustrationen
| Bild-Nr.          | Bild | Dargestelltes Ereignis | Fundstelle bei Beveridge (B), in der pers. Edition (P) und bei Thackson (Th) | Maler                                            | Aufbewahrungsort                                                          |
| ----------------- | ---- | --- | ---------------------------------------------------------------------------- | ------------------------------------------------ | ------------------------------------------------------------------------- |
| 1                 |      | Tīmūr empfängt Gesandte. – Der Maler präsentiert die Audienz in einer Form, die ihm selbst bekannt war: Der Herrscher thront in einem Pavillon hinter Mauern aus rotem Sandstein, wie er in Bauwerken der Mogulhauptstädte verwendet wurde. Dass es sich hier um den Dynastiegründer handelt, offenbart sich nur durch eine Inschrift auf der Bildrückseite: šabīh-i amīr Tīmūr va nuǧūm-i darbār („Bild von Amīr Tīmūr und den Leuchten des Hofes“). Zur Audienz haben sich Besucher aus verschiedenen Weltgegenden eingefunden. Ihre Herkunft lässt sich an ihren Kopfbedeckungen erkennen: Ein Mann ganz links mit rotem Mantel und einen konischen Kalpak dürfte ein Türke aus der Region des heutigen Kirgisistan sein. Zwei Personen weiter vorn, der eine mit einem Hut in Orange mit gelbem Rand, der andere mit einer schwarzen Mütze, kommen aus Europa. Die diversen Turbanformen deuten möglicherweise auf verschiedene Regionen in Indien hin. Die Botschaft ist eindeutig: Es handelt sich bei Tīmūr um nichts weniger als einen Weltherrscher. – Bildgröße 32,1 × 19,4 cm. | B I: 208 P I: 79 Th I: 260–261                                               | k. A.                                            | Privatbesitz                                                              |
| 2                 |      | Bābur betraut Humāyūn mit der Verwaltung von Kabul und Badachschan. Am 11. April 1527 schickt er seinen Sohn von Alwar aus dorthin. Bildgröße 32,2 × 17,7 cm. | B I: 267 P I: 111 Th I: 358–359                                              | k. A.                                            | Privatbesitz                                                              |
| 3                 |      | Ende Juni 1529 kommt Humāyūn überraschend nach Agra. Laut Abū 'l-Fazl waren Humāyūns Eltern über die unerwartete Ankunft ihres Sohnes höchst erfreut. In Wirklichkeit war Bābur aber keineswegs zufrieden, dass Humāyūn Badachschan ohne Erlaubnis verlassen hatte, das sogleich durch den Herrscher von Kaschgar bedroht wurde. | B I: 272 P I: 114-115 Th I: 368–369                                          | k. A.                                            | Privatbesitz                                                              |
| Die Zeit Humāyūns |      | |                                                                              |                                                  |                                                                           |
| 4                 |      | Vor Humāyūns Einnahme von Gaur 1538 begibt sich Scher Chān in den Südwesten Bihars und bemächtigt sich listig der Bergfestung Rohtasgarh: Er bittet Raja Cintaman, den Herrn der Burg, ihm in einer Notlage zu helfen und seiner Familie Schutz in dessen Festung zu gewähren. In den Sänften, die Scher Chān dem arglosen Raja schickt, befinden sich jedoch schwer bewaffnete Krieger. Bildgröße 30,5 × 18 cm | B I: 335                                                                     | ṭarḥ: Laʿl ʿamal: Dhanū čihra kašā'ī: Khem Karan | Privatbesitz                                                              |
| 5                 |      | Hindāl unterwirft sich Humāyūn. – Scher Chān hatte Humāyūn in Gaur (Bengalen) vom Nachschub isoliert und dessen Kommunikationskanäle blockiert. Deshalb musste Humāyūn sich etwa Ende März 1539 mit einem Teil seiner Armee auf den Rückweg nach Agra machen. Unterwegs wurde er von den Truppen Scher Chāns angegriffen und in der Schlacht von Chausa am 26. Juni 1539 vollständig vernichtet. Humāyūns Halbbrüder Hindāl und Kāmrān hatten sich in keiner Weise bemüht, die Katastrophe zu verhindern. Hindāl hatte sich stattdessen in Agra zum Herrscher aufgeschwungen und Humāyūns Gesandten, dessen engsten Berater und spirituellen Führer Scheich Buhlūl, ermorden lassen. Kāmrān, der eigene Machtpläne hegte, überzeugte Hindāl schließlich, sich Humāyūn zu unterwerfen. Das Bild zeigt Mīrzā Hindāl, der seinem Bruder Humāyūn in Agra erstmals wieder gegenübertritt. Bildgröße 32 × 20,2 cm. | B I: 344 P I: 160                                                            | ṭarḥ: Laʿl Dhanū, Khem Karan                     | Maharaja Sawai Man Singh II Museum                                        |
| 6                 |      | Hochzeitsfest von Humayun und Hamīda Bānū Begam im August 1541 in Rohri bei Sukkur. – Humāyūn war von Scher Schāh Sūr vertrieben worden und befand sich nun mit einer geringen Zahl von Anhängern auf der Flucht nach Westen. In Sukkur am Indus traf er bei einem Fest, das die Mutter seines Halbbruders Hindāl ausrichtete, auf die vierzehnjährige Hamīda Bānū, die er schon bald darauf heiratete und die die Mutter Akbars wurde. Dass Hamīda Bānū in Wirklichkeit kein Interesse an dieser Eheschließung hatte, wird nur aus dem Bericht von Humāyūns Halbschwester Gulbadan Begam deutlich. – Die hohen Kopfbedeckungen der Damen stammen aus der tschagatai-türkischen Kultur, die das frühe Hofleben unter Bābur und Humāyūn noch stärker geprägt hat. Die Architektur entspricht jedoch dem zeitgenössischen Mogulstil, während die um die Säulen geschlungenen Vorhänge der Renaissance-Kunst entlehnt sind. Die Signatur des Malers Daulat befindet sich auf dem Räuchergefäß vor dem Brautpaar. Bildgröße 32,5 × 19 cm. | B I: 364                                                                     | čihra nāmī: Daulat ʿamal: Ās                     | Cynthia Hazen Polsky Collection, New York.                                |
| 7                 |      | Dieses Bild ist unterschrieben mit tavallud-i ḥażrat („Geburt Seiner Majestät“). Man hat daraus geschlossen, dass es sich um die Darstellung von Akbars Geburt handeln muss, der am 15. Oktober 1542 in Umarkot zur Welt kam. Die Prinzengeburt folgt grundsätzlich typischen Darstellungen von Prinzengeburten, wie sie beispielsweise im Victoria-and-Albert-Akbar-nāma bei den Nummern 2, 7, 162 und 165 zu finden sind. Sie besitzt aber auch einige sehr ungewöhnliche Merkmale. In allen anderen Geburtsszenen ist die Mutter der Prinzen bekleidet oder in eine Decke gehüllt. Dass sie hier offenbar unbekleidet von der Geburt ausruht, ist bemerkenswert. Humāyūn, der weiter vorn in grünem Gewand und braunem Mantel unter einem Baldachin sitzt, ist nur schwer erkennbar. Seine typische Kopfbedeckung fehlt und sein Gesicht ist deutlich breiter als gewöhnlich (vgl. Bild Nr. 6). Schließlich sind auch die verschiedenen Bildebenen durcheinander geraten: Auf der rechten Seite läuft eine der Dienerinnen über einen Teppich, der sich unterhalb der Kolonnade befindet, die den Bereich der Frauen von der Außenwelt trennt. – Es gibt zwei Möglichkeiten, an denen die Geburt Akbars im Text illustriert worden sein kann. Entweder gleich zu Anfang, wie auf Bild 2 im Chester-Beatty Akbar-nāma, oder möglicherweise erst dann, wenn der Lauf der Erzählung bis zum Oktober 1542 fortgeschritten ist. Das wäre dann erst in Band I, S. 377 der Fall.                                                     | B I: 137 P I:377 Th I: 154–155                                               | Kishandas zugeschrieben                          | Privatbesitz                                                              |
| 8                 |      | Während seines Aufenthaltes im Safawidenreich wird Humāyūn im Januar 1544 von Prinz Sultan Muhammad, dem späteren Schah Muhammad Chudābanda, vor Herat begrüßt. Zur Identifikation dient die kurze Aufschrift auf dem Bildrand, die wörtlich lautet: „Das Entgegenkommen des Prinzen zum Empfang“. Da alle Personen den safavidischen Turban mit dem herausragenden Tādsch-i Haidarī tragen, muss es sich um eine Szene während Humāyūns Exil im Nachbarreich handeln. Dabei kommt allein dieses Ereignis in Frage. Der rechte Teil der Doppelseite zeigte wahrscheinlich Humāyūn und sein Gefolge. Bildgröße 26,5 × 15,3 cm. | B I: 433 P I: 213 Th II: 72–73                                               | ʿamal: Khem                                      | Ehemals Sammlung Freddie Mercury                                          |
| 9                 |      | Während seines mehrjährigen Exils sucht Humāyūn Unterstützung im Safawidenreich und macht im August 1544 Station in Täbris. Auf Anweisung von Schāh Tahmasp I. werden dort zu Ehren von Humāyūn Festlichkeiten abgehalten, zu denen auch ein Hockeyspiel gehört. Bildgröße 32,6 × 19,2 cm. | B I: 443 Th II: 88–89                                                        | ṭarḥ: Basāwan                                    | 2008 im Kunsthandel                                                       |
| 10                |      | In Täbris gibt es im Rahmen der Festlichkeiten für Humayun das sogenannte „Wolf-Laufen“. Bildgröße 32,2 × 19,2 cm. | B I: 443 Th II: 88–89                                                        | ʿamal: Banwārī (Kalan)                           | Cleveland Museum of Art, Alma Kroeger Fund 2003.38                        |
| 11                |      | Niederlage und Flucht von Mīrzā Sulaimān. – Mīrzā Sulaimāns (1514–1589) Vater Chān Mīrzā war ein Cousin Bāburs und ein Nachkomme von Tīmūr in der fünften Generation. Nach dem Tod Chān Mīzās im Jahr 1520 übernahm Bābur dessen Herrschaftsgebiet Badachschan und ließ es später von Humāyūn verwalten. Als dieser im Juni 1529 ohne Erlaubnis seinen Posten verließ, entsandte Bābur den inzwischen fünfzehnjährigen Mīrzā Sulaimān dorthin. Dieser versuchte in den folgenden Jahrzehnten immer wieder, sich von Humāyūns und später Akbars Oberherrschaft zu befreien und seinen Einfluss auf Kabul auszudehnen. Während sich Humāyūn mit Hilfe von Schah Tahmāsp wieder in Qandahar und später Kabul etabliert, zeigt Mīrzā Sulaimān allzu offen seine Selbständigkeit, wird militärisch aktiv und lässt sogar die Khutba in seinem Namen lesen. Im März 1546 ist Humāyūn wieder in der Lage, militärisch einzugreifen. – Laut Inschrift zeigt die Illustration die Mogul-Armee bei ihrem Sieg über Mīrzā Sulaimān und dessen Flucht. Bildgröße 32,7 × 20,3 cm. | B I: 490-493                                                                 | Basāwan ʿamal: Bhagwān                           | Privatbesitz                                                              |
| 12                |      | Die Bildunterschrift lautet: Qarātscha Chān wird vor Dschannat Āschiyānī (= Humāyūn) gebracht.– Humāyūn war mit einem Heer gegen seinen Bruder Mīrzā Kāmrān nach Badachschan gezogen. Dieser verschanzte sich nach einer Schlacht in der Festung von Taloqan, gab sich aber nach einer rund einmonatigen Belagerung geschlagen. Man kam überein, dass Mīrzā Kāmrān sich selbst nach Mekka begebe dürfe, er aber die von Humāyūn desertierten Offiziere mit Fesseln um den Hals zurückschicken solle. Zu diesen gehörte auch Qarātscha Chān, dessen Fahnenflucht einige Monate zuvor umso schwerer wog, als er auch noch mehrere andere Kämpfer zu Kāmrān mitgenommen hatte. In der Nacht des 17. August 1548 wurde Qarātscha Chān bei Fackelschein vor den Mogulherrscher geführt, der ihm gnädig seine Schuld vergab. – Es ist durchaus möglich, dass es sich bei dem bärtigen Gefangenen rechts vorn im Bild um Qarātscha Chān handelt. Es liegt allerdings nahe, dass es sich hier nur um die rechte Hälfte einer Doppelseite handelt, denn Humāyūn ist hier gar nicht zu sehen. Er dürfte sich auf der linken Seite befunden haben, auf der ihm der desertierte Chān gegenübertritt. Bildgröße 26,3 × 14,2 cm | B I: 534 Th II: 255                                                          | Kanhar                                           | Privatbesitz                                                              |
| 13                |      | Humāyūn war gewarnt worden, dass sein treuer Feldherr Bairām Chān, der nun Qandahar verwaltet, insgeheim Umsturzpläne hegt. Um diese Anschuldigungen zu prüfen, begibt sich Humāyūn im Januar 1554 nach Qandahar. Bairām Chān eilt ihm entgegen und trifft ihn etwa zehn Kilometer östlich von Qandahar in dem Ort Shurandam. Das Bild illustriert dieses Zusammentreffen. Bairām Chān erweist dem König seine Ehrerbietung und überzeugt ihn in den folgenden Wochen durch seine großzügige Gastfreundschaft von seiner Loyalität. Bildgröße 32,5 × 19,3 cm. | B I: 610 P I: 333 Th II: 410–411                                             | ʿamal: Bāhman                                    | London, The Nasser D. Khalili Collection of Islamic Art, acc. no. MSS 872 |
| 14                |      | Im November 1554 lässt Humāyūn das Fest am Ende des Ramadan mit besonderem Aufwand feiern. Da Bairām Chān erst einen Tag später in Kabul eintrifft, werden die Feierlichkeiten für ihn einfach nochmals gefeiert. Das Bild zeigt Humāyūn, erkennbar an dem von ihm selbst entworfenen Turban, bei einem der während des Fest des Fastenbrechens aufgeführten Reiterspiele. Aus dem Galopp heraus soll es ihm gelungen sein, das dünne Seil, das mehrere goldene Bälle hält, oben an der im Bild sichtbaren Stange zu zerschießen. Die Umstehenden strecken die Hände aus und einer eilt mit einem ausgebreiteten Tuch herbei, um die herabfallenden Bälle aufzufangen. Bildgröße 33,5 × 20,5 cm. | B I: 613 P I: 335 Th II: 418–419                                             | ṭarḥ: Miskīn ʿamal: Dhanrāj                      | Privatsammlung                                                            |
| 15                |      | Die kurze Information auf dem Rahmen unter dem Bild lautet: Die Ankunft Seiner Majestät Dschannat-Āschiyānī in Lahore. – Im November 1554 sieht Humāyūn den Zeitpunkt gekommen, um die Rückeroberung Indiens zu beginnen. Seine Armee von 3000 Mann setzt sich von Kabul aus in Bewegung und erreicht Lahore am 24. Februar 1555. Er kann kampflos in die Stadt einziehen und wird mit allen Ehren empfangen. Auf dem Bild sieht man Humāyūn in der Festung von Lahore in der Nähe des Flusses Ravi. Trommler feiern seine Ankunft und ihm werden Geschenke überreicht. Bildgröße 32,6 × 19 cm. | B I: 624 Th II: 440–441                                                      | ʿamal: Makrā čihra: Mukund                       | Privatsammlung                                                            |
| 16                |      | Bei diesem Bild handelt es sich um die linke Hälfte einer doppelseitigen Komposition. Das eigentliche Thema der Illustration war offenbar auf der verlorenen rechten Seite zu sehen. Eine Inschrift am rechten Rand besagt, dass es sich um „eine Versammlung von Dienern Seiner Majestät des göttlichen Kalifen“ handelt. Dass viele der Anwesenden die von Humāyūn entworfene Kopfbedeckung tragen, zeigt, dass hier eine Szene aus dessen Lebenszeit gemeint ist. Mit dem „göttlichen Kalifen“ war daher entweder Humāyūn oder der junge Akbar gemeint. Was genau auf der rechten Hälfte dargestellt war, ist nicht verständlich beschrieben. Es lässt sich nur vermuten, dass dort Akbar oder sein Vater mit einer hohen Persönlichkeit aus Ajmir zusammengetroffen ist. Es gibt keinen Hinweis darauf, dass Humāyūn selbst jemals in Ajmir war. | B I: ??                                                                      | ʿamal: Jagjīvan                                  | Privatsammlung                                                            |
| Die Zeit Akbars   |      | |                                                                              |                                                  |                                                                           |
| 17                |      | Akbar begrüßt seine Mutter in Indien, etwa Juni 1557. – Akbar hatte seine Mutter, Hamīda Bānū Begam, bereits kurz nach der Thronbesteigung nach Indien holen wollen. Da Kabul aber durch Mīrzā Sulaimān belagert wurde, musste dieser Plan aufgeschoben werden. Nach dem Sieg über Hemu konnte die Reise endlich beginnen. Hamīda Bānū und weitere weibliche Verwandte wurden unter sorgfältigen Schutzmaßnahmen nach Delhi eskortiert und machten dabei einen Umweg in Richtung Mankot. Die dortige Festung wurde zu dieser Zeit von Akbars Truppen belagert, weil sich der feindliche Sikandar Sūr dort aufhielt. – Das Bild ist noch vom originalen Goldrahmen umgeben, der auf der Reproduktion jedoch nicht zu sehen ist. Bildgröße 28,5 × 17 cm. | B II: 86 Th III: 168-169                                                     | k. A.                                            | Raza RampurAlbum 4, Fol. 8a                                               |
| 18                |      | Übergabe der Schlüssel zur Festung Mankot am 24. Juli 1557. – Nach dem Sieg über die Truppen ʿĀdil Schāh Sūrs in der Zweiten Schlacht von Panipat bedrohte nun Sikandar Sūr, der Schwager von ʿĀdil Schāh, das Mogulreich im Gebiet nördlich von Amritsar. Beim Vorrücken der Mogularmee zog sich Sikandar in die Festung Mankot in den Siwaliks zurück, wo er sechs Monate lang der Belagerung standhielt. Im Juli 1557 ergab er sich und wurde nach Verhandlungen in den kaiserlichen Dienst aufgenommen. Akbar gewährte ihm ein Jagir in Bihar und erlaubte ihm, ohne persönliche Vorsprache dorthin abzureisen. Sikandars Sohn ʿAbd ar-Rahmān blieb jedoch als Geisel am Mogulhof. – Bei dem weiß gekleideten junge Mann mittig rechts handelt es sich höchstwahrscheinlich um Sikandars Sohn Abd ar-Rahman. Er begrüßt Akbar mit einem taslīm. Dazu wird der Rücken der rechten Hand auf den Boden gelegt. Beim Aufrichten wird der Arm erhoben und die Handinnenseite auf den Scheidel gelegt. Das symbolisiert die völlige Unterwerfung: Man bringt sich selbst als Opfer dar. Bildgröße 32,5 × 19,5 cm. | B II: 91 Th III: 180–181                                                     | ʿamal: Dhanū naqqāš                              | Privatsammlung                                                            |
| 19                |      | Im September 1561 wird ʿAbd ar-Rahīm, der Sohn Bairām Chāns, Akbar vorgestellt. – Akbars früherer Tutor und späterer Regent Bairām Chān hatte abdanken müssen und war auf dem Weg nach Mekka im Januar 1561 ermordet worden. Akbar lässt die Witwe und deren vierjährigen Sohn ʿAbd ar-Rahīm, den späteren Chānchanān, an den Mogulhof bringen. – Da die Miniatur keine Texttafel und keine Randinschrift besitzt, musste der Inhalt aus dem Kontext erschlossen werden. J. Losty hat darauf hingewiesen, dass die Präsentation von ʿAbd ar-Rahīm der einzige Fall im Akbar-nama ist, in dem ein Kind direkt vor den Thron den Herrschers geführt wird. Im Victoria-and-Albert-Akbar-nāma trägt die entsprechende Szene die Bildnummer 87. Bildgröße 32,5 × 19 cm. | B II:203 Th III: 405                                                         | k. A.                                            | Privatbesitz                                                              |
| 20                |      | Sulṭān Ādam, der Anführer des Gakhar-Clans, wird von Akbars Truppen unter Führung von Kamāl Chān gefangen genommen. (1563) – Kamāl Chān war ein Neffe Sultan Ādams, der sich von seinem Onkel um die Herrschaft seines Landes gebracht sah, das sich zwischen Beas und Indus erstreckte. Da er Akbar gute Dienste als Feldherr geleistet hatte, sprach Akbar ihm die Hälfte des Gakhar-Gebietes zu. Sultan Ādam war jedoch nicht zur Teilung bereit, so dass Kamāl Chān militärisch gegen ihn vorging. Sultan Ādam starb in Gefangenschaft, sein Sohn wurde hingerichtet. Kamāl Chān kam bereits im folgenden Jahr ums Leben. Die Identifikation erfolgte durch Vergleich mit den beiden anderen illustrierten Akbar-nāmas. Das korrespondierende Bild im Victoria-and-Albert-Akbar-nāma trägt die Nummer 111, das im Chester-Beatty Akbar-nāma die Nummer 94. Bild 34 × 21,6 cm. | B II: 299–300                                                                | ṭarḥ: Mukund ʿamal: Kishandās walad-i Laʿl       | Privatbesitz                                                              |
| 21                |      | Das Bild zeigt eine Kampfszene, die nur durch die Inschrift am rechten Rand näher identifiziert werden kann: „Die kaiserliche Armee in Verfolgung und Gefecht mit ʿAlī Qulī Chān.“ ʿAlī Qulī Chān Zamān und dessen Bruder Bahādur Chān waren die Anführer einer Revolte usbekischer Amire. Der seit 1559 schwelende Konflikt nahm 1564 gefährlich an Fahrt auf und war erst im Juni 1567 mit dem Tod der beiden usbekischen Brüder in der Schlacht von Sakrawal, heute Tanda (Ambedkar Nagar), beendet. – Um welchen Kampf es sich auf diesem Bild genau handelt, lässt sich nicht sicher bestimmen. Es könnte sich um ein Gefecht vor Manikpur etwa im April 1565 handeln. Darüber wird innerhalb eines Kapitels berichtet, in dem es um die Verfolgung von ʿAlī Qulī Chān durch die Truppen Akbars geht: Nach einer Schlacht mit kaisertreuen Zamindaren begeben sich die siegreichen Usbeken nach Manikpur. Der dortige Befehlshaber verschanzt sich in der Festung, ruft Āsaf Chān zu Hilfe und sendet Boten zu Akbar. Außerdem schickt er immer wieder Männer hinaus, um sich mit den Kämpfern der Usbeken zu messen. Ein solches Gefecht vor den Burgmauern von Manikpur scheint hier illustriert worden zu sein. – John Seyller schlägt dagegen vor, dass es sich um eine Szene vor Ghazipur am 1. Februar 1566 handelt. Hier wird berichtet, dass die Anhänger ʿAlī Qulī Chāns von der Festung Ghazipur in den Fluss gesprungen und geflohen sind, als die kaiserlichen Truppen am Tor standen. Bildgröße 34,3 × 20,7 cm | B II: 377 Th IV: 145 oder B II: 395 Th IV: 191                               | (Dhanū) (Khem Karan)                             | Privatbesitz                                                              |
| 22                |      | Eine weitere Illustration, die laut Randnotiz zum Bericht über die Verfolgung ʿAlī Qulī Chāns gehört, zeigt eine Brücke aus Booten, über die Jagdleoparden und allerhand Lagerzubehör transportiert wird. Wahrscheinlich ist diese Seite die linke Hälfte einer doppelseitigen Komposition. Auch in diesem Fall ist die genaue Einordnung in den Text nicht zweifelsfrei möglich. Wahrscheinlich aber handelt es sich um die Brücke über den Ganges, die für die Rückkehr des kaiserlichen Gefolges an nur einem Tag errichtet worden war. Der Zug hatte sich am 3. März 1566 von Jaunpur aus in Bewegung gesetzt und eine Woche später Manikpur erreicht. Abū 'l-Fazl betont die große Leistung, dass die Brücke innerhalb eines einzigen Tages errichtet worden war. Unter diesen Umständen kann es sich kaum um mehr als das im Bild gezeigte Provisorium aus Booten handeln. | B II: 399 Th IV: 201                                                         | (Basawan)                                        | Privatbesitz                                                              |
| 23                |      | Zu diesem Bild ist weder originaler Text enthalten, noch gibt es eine erklärende Inschrift am Rand. Lediglich das Bild selbst liefert vage Anhaltspunkte, welches Ereignis hier dargestellt sein könnte: Kampf mit Elefanten vor und in einer brennenden Festung, die von Männern im Dhoti verteidigt wird. Die Annahme liegt nahe, dass es sich hier um die Eroberung einer der großen Rajputen-Festungen handelt. Möglicherweise ist auf diesem Bild die Einnahme der Burg von Chittorgarh am 24. Februar 1568 dargestellt, auf der die Jauhar-Feuer brennen. Das Victoria-and-Albert-Akbar-nāma hat diese Passage auf Bild 154 illustriert. Bildgröße 34,5 × 21,6 cm. | evtl. B II: 472–475 Th IV: 364–365                                           | k. A.                                            | Privatbesitz                                                              |
| 24                |      | Es handelt sich bei diesem Bild um die linke Hälfte einer doppelseitigen Audienzszene, die durch das Fehlen der rechten Seite nur vage bestimmt werden kann. Weil das Bild an die Illustrationen Nr. 112 und 113 im Chester-Beatty Akbar-nama erinnert, hat man gemutmaßt, dass hier womöglich ebenfalls die Gratulanten dargestellt sind, die Glückwünsche zur Geburt von Prinz Murād im Juni 1570 überbringen. Besucher aus dem Dekkan mit ihren hohen Turbanen und ein Portugiese mit rot-gelb gestreifter Kleidung beweisen, dass es sich um den Hof eines Weltherrschers handelt. Bildgröße 32,5 × 19,3 cm | B II: 514 Th IV: 459                                                         | ʿamal: Nandī                                     | Singapur, Asian Civilisations Museum, Accession No. 2011-00718            |
| 25                |      | Hier ist Akbar auf einem Thron während eines Jagdausflugs zu sehen. Insgesamt vier Geparden vor dem Thron zeigen, dass es sich um einen Jagd mit den Raubkatzen handelt. Das Blatt trägt keine Aufschrift, die eine Einordnung in den Text erleichtern könnte. Eine besondere Erwähnung einer Jagd mit Geparden findet sich allerdings auch nicht oft im Akbar-nāma. Abū ʾl-Fazl hat darauf geachtet, sich bei den Jagdbeschreibungen nicht zu wiederholen. Insofern liegt es nahe, dass hier ein Ereignis vom Juli 1572 dargestellt wurde, der auch das Chester-Beatty Akbar-nāma eine Doppelseite (Bild 116 und 117) widmet. Akbar hatte auf dem Weg von Fatehpur Sikri nach Gujarat in der Gegend von Sanganer, heute ein südlicher Stadtteil von Jaipur, mit Geparden gejagt. Dabei war einer der Geparden namens Chitradschan bei der Verfolgung einer Gazelle außerordentlich weit über eine sehr breite Schlucht gesprungen. Dafür hat Akbar das Tier zum Obergeparden ernannt und verfügt, dass Trommeln vor ihm geschlagen werden sollen, um die Beförderung allgemein zu verkünden. Das vorliegende Bild illustriert möglicherweise den Moment, in dem Akbar über die besondere Leistung des vor ihm stehenden Chitradschan informiert wird. – Wie auf dem Bild zu sehen, waren den edlen Jagdgeparden jeweils zwei bis drei Bedienstete zugewiesen, die sich um das Wohlergehen der Tiere kümmerten und sie für die Jagd bereit hielten.                                                                              | B II: 539 Th IV: 511                                                         | Narsingh                                         | Privatbesitz                                                              |
| 26                |      | Thema des Bildes ist unzweifelhaft die Geburt eines Prinzen. Darauf deuten die goldene Wiege hin, die rechts im Innenhof zu sehen ist, Blumengirlanden, Früchte und Blätter an der Tür zum inneren Hof sowie die Astrologen, die das glückverheißende Horoskop für den königlichen Spross errechnen. Welchem Prinzen die Geburtsfeierlichkeiten galten, ist unbekannt. Jeremiah Losty hatte aus der roten Bildnummer 168 unten links auf der Vorderseite geschlossen, dass es sich um die Geburt von Akbars drittem Sohn, Prinz Danyāl handeln dürfte, der am 11. September 1572 zur Welt gekommen ist. Da sich die Zählung aber mit dem Bekanntwerden weiterer nummerierter Bilder als nicht aussagekräftig erwiesen hat, könnte es sich hier ebenso gut um die Geburt Salīms handeln. Bildgröße 34,5 × 20,5 cm | B II: 542 Th IV: 517                                                         | chihra nāmī: Dhanrāj                             | Privatbesitz                                                              |
| 27                |      | Die Inschrift am rechten Rand des Bildes verweist auf eine Schlacht vor Patan (Gujarat) am 22. Januar 1573: Der Befehlshaber der Mogularmee, Chān Aʿzam Mīrzā ʿAzīz Koka, Akbars Milchbruder, kämpft mit afghanischen Truppen unter Scher Chān Fulādī und dessen Verbündeten. Nachdem der Sieg schon den Afghanen zu gehören scheint, wendet sich das Kriegsglück doch noch den Moguln zu. Die Randinschrift erwähnt auch, dass Yār Muhammad dem Chān Aʿzam in die Zügel greift und ihn davon abhält, sich nochmals in das Schlachtgetümmel zu werfen. Das ist auf diesem Bild allerdings nicht zu sehen. Insofern handelt es sich hier wahrscheinlich nur um die linke Hälfte einer Doppelseite. Analog zur Gestaltung der Illustrationen 181 und 182 im Victoria-and-Albert-Akbar-nāma dürfte dann auf der rechten Hälfte Yār Muhammad dargestellt worden sein, der den jungen Chān Aʿzam zurückhält. Bildgröße 33,6 × 19 cm. | B III: 35 Th V: 77                                                           | ʿamal: Bāhman                                    | Privatbesitz                                                              |